# Рудолф III фон Юзенберг-Кенцинген
Рудолф III фон Юзенберг-Кенцинген (на немски: Rudolf III von Üsenberg-Kenzingen; † 1 април 1296) от фамилията на господарите на Юзенберг, е господар Кенцинген/Юзенберг в Брайзгау.

## Произход
Той е син на Рудолф II фон Кенцинген († 1259) и графиня Кунигунда фон Катценелнбоген († пр. 20 август 1253), дъщеря на граф Бертхолд II фон Катценелнбоген († сл. 1211) и Аликс де Момпелгард († сл. 1244). Баща му се жени втори път ок. 1311 г. за Елизабет фон Лихтенберг († сл. 1270).
Брат е на Буркхард III фон Юзенберг-Кенцинген († 1305 или 1334), Гебхард фон Юзенберг († сл. 1319) и Анна фон Юзенберг-Кенцинген († сл. 1286), омъжена за маркграф Хайнрих II фон Баден-Хахберг († 1299/1300). Полубрат е на Рудолф IV фон Юзенберг-Кенцинген 'Млади' († 1304).
След разделянето на господството ок. 1290 г. родът губи бързо значението си. С внукът му Хесо V фон Юзенберг († 1379) родът на господарите на Юзенберг изчезва.

## Фамилия
Рудолф III фон Юзенберг-Кенцинген се жени (лиценц) на 5 януари 1247 г. за Хелика фон Лихтенберг († сл. 1293), внучка на Алберт фон Лихтенберг († сл. 1197), дъщеря на Хайнрих I фон Лихтенберг († 1232). Те имат вер. децата:
- Хуго фон Юзенбург-Кенцинген-Кюрнберг († 1343), женен пр. 11 февруари 1306 г. за София фон Хорбург († сл. 20 юни 1316), дъщеря на Буркард фон Хорбург († 1315) и Аделхайд фон Фрайбург († 1300); имат три дъщери
- Фридрих фон Юзенберг († 1353/1356), женен за Сузелин фон Геролдсек-Лар; нямат деца
- Елизабет фон Юзенберг († 6 април 1322), омъжена пр. 13 януари 1301 г. за Хайнрих IV фон Раполтщайн-Хоенак († 11 март 1354), син на Улрих III фон Раполтщайн († 1283) и Аделхайд фон Дирзберг-Геролдсек († 1300)
- Анна фон Юзенберг († сл. 1306), омъжена пр. 11 февруари 1306 г. за Хайнрих фон Шварценберг († сл. 11 февруари 1327), син на Вилхелм фон Шнабелбург († 1306) и Хайлика фон Дирзберг († 1305)
- Беата фон Юзенберг

Според друг източник Рудолф III е бездетен и тези деца са на брат му Рудолф IV 'Млади' († 1304).

## Галерия
- Баща му Рудолф II фон Юзенберг в Кенцинген
- Родословно дърво на фон Юзенберг, табела в Кенцинген